# Битка при Кьосе даг
Битката при Кьосе даа (или Кьосе даг – Голата планина) е първата голяма победа на монголските орди в Мала Азия. Разгромът, който монголите нанасят над Румелийския султанат и съюзниците му поставят последните във васална зависимост пред монголите.